# Patrick Roest
Patrick Roest (Giethoorn, 7 dicembre 1995) è un pattinatore di velocità su ghiaccio olandese.

## Palmarès

### Olimpiadi
- 3 medaglie:
  - 2 argenti (1500 m a Pyeongchang 2018; 5000 m a Pechino 2022)
  - 1 bronzo (inseguimento a squadre a Pyeongchang 2018)

### Mondiali completi
- 5 medaglie:
  - 3 ori (Amsterdam 2018; Calgary 2019; Hamar 2020)
  - 2 argenti (Hamar 2017; Hamar 2022)

### Mondiali distanza singola
- 8 medaglie:
  - 4 ori (inseguimento a squadre a Heerenveen 2021; 5000 m e inseguimento a squadre a Heerenveen 2023; 5000 m a Calgary 2024)
  - 3 argenti (5000 m e 10000 m a Inzell 2019; 5000 m a Heerenveen 2021);
  - 1 bronzo (1500 m a Heerenveen 2021)

### Europei completi
- 3 medaglie:
  - 2 ori (Heerenveen 2021; Hamar 2023);
  - 1 argento (Collalbo 2019).

### Europei distanza singola
- 5 medaglie:
  - 4 ori (5000 m e inseguimento a squadre a Heerenveen 2020; 5000 m e inseguimento a squadre a Heerenveen 2022)
  - 1 bronzo (1500 m a Heerenveen 2020)

### Coppa del Mondo
- Vincitore della Coppa del Mondo lunghe distanze nel 2020 e nel 2021
- Miglior piazzamento nella Coppa del Mondo 1500 m: 3º nel 2017
- 34 podi (28 individuali, 6 a squadre):
  - 17 vittorie (12 individuali, 5 a squadre)
  - 8 secondi posti (7 individuali, 1 a squadre)
  - 9 terzi posti (tutti individuali)

### Mondiali juniores
- 2 medaglie:
  - 2 ori (Varsavia 2014; Bjugn 2015)